# Mesua coriacea
Mesua coriacea är en tvåhjärtbladig växtart som beskrevs av P.F Stevens. Mesua coriacea ingår i släktet Mesua och familjen Calophyllaceae. Inga underarter finns listade i Catalogue of Life.